# 沢城千春
沢城 千春（さわしろ ちはる、1987年12月20日 - ）は、日本の声優、俳優。ステイラック所属。東京都出身。声優の沢城みゆきは実姉。

## 略歴
高校生のころに渋谷で芸能事務所からスカウトを受けていたが、部活に打ち込んでいたため断っていた。大学2年生のころに周りが就職活動を意識しだし、自分はどうしようかと悩んだが、考えた末に芝居を始める決心をする。活動初期は色々なことをやろうと考えていたが、姉である声優・沢城みゆきに影響を受けて声優を目指す気持ちが固まっていったという。
2010年から2014年まで演劇ユニット「DEAD STOCK UNION」に参加していた。
2014年4月、フリーで活動していたが、オブジェクト所属となる。
2015年4月にニコニコ生放送で「『チハ生』沢城千春の誰かと何かをやってみる。」を開始。22回放送より番組名が「チハ生」となる。
ゲーム『魔都紅色幽撃隊』で初めてメインキャラクターを演じる。
2019年4月1日、オブジェクトからステイラックへ移籍。
2019年5月15日、自身を含む、fin（SEPTALUCK）、高田雄一（ELLEGARDEN/MAYKIDZ）、サンライズ太陽（メメタァ）の4人で「Street Story」としてCDデビューをした。
2021年3月、テレビドラマ『声優探偵』で主人公・不零オサム役を実写で演じる。

## 人物
- 家族からは「チー坊」と呼ばれている[8]。
- 小学校はサッカー部、中学は野球部、高校はハンドボール部に所属[2]。ハンドボール部の練習はとても厳しく、手の指先や足首を骨折してしまった[8]。
- 特技はギター、三線。趣味はプロ野球観戦。ベースボールエキスパート3級の資格を持っている[1]。
- ギターで初めて弾いた曲がHYの『AM11:00』だったため、それ以来HYが好きになった[9]。

## 出演
太字はメインキャラクター。

### テレビアニメ
2013年
- 犬とハサミは使いよう（黒服）

2015年
- 赤髪の白雪姫（2015年 - 2016年、シイラ、衛兵B、使用人B、海賊B、海賊C） - 2シリーズ

2016年
- エンドライド（ラルフ）
- ちょびっとづかん（タカラコガネ）
- チア男子!!（安藤タケル）
- ALL OUT!!（2016年 - 2017年、伊勢夏樹、神高部員、本川達明）
- SHOW BY ROCK!!#（アルゴン）

2017年
- あめこん!!（マーロン）
- MARGINAL#4 KISSから創造るBig Bang（滝丸アルト、瀬名卓真）
- ラブ米 -WE LOVE RICE-（ささにしき） - 2シリーズ
- 遊☆戯☆王VRAINS（2017年 - 2019年、島直樹）
- クイズとき子さん（平田くん）
- アホガール（男子生徒、通行人）
- ベイブレードバースト ゴッド（ソン・ルーウェイ）
- TSUKIPRO THE ANIMATION（2017年 - 2021年、七瀬望、望） - 2シリーズ
- UQ HOLDER! 〜魔法先生ネギま!2〜（アスラ・ツゥ）

2018年
- 25歳の女子高生（蟹江亮人）
- 恋は雨上がりのように（喜屋武翔太、男子生徒）
- Caligula -カリギュラ-（式島律、橘真吾）
- フルメタル・パニック! Invisible Victory（ゲーボ5、対空警戒士官B、アマルガム兵、DGSE隊員）
- 甘い懲罰〜私は看守専用ペット（看守）
- はねバド!（葉山行輝）
- 中間管理録トネガワ（長田、ざわ…ボイス〈010〉） - ざわ…ボイスは「さわ…城千春」名義

2019年
- マナリアフレンズ（ハインライン、男生徒A）
- 消滅都市（ロウ）
- パズドラ（2019年 - 2024年、総司）
- イナズマイレブン オリオンの刻印（サムエウ）
- スタンドマイヒーローズ PIECE OF TRUTH（九条壮馬）

2020年
- A3!（摂津万里） - 2シリーズ
- ヒーリングっど♥プリキュア（日下炎）
- BORUTO-ボルト- NARUTO NEXT GENERATIONS（ヒルガ）
- NOBLESSE -ノブレス-（男子、生徒）

2021年
- SHOW BY ROCK!! STARS!!（アルゴン）
- どすこい すしずもう（ガリ呼出）
- 迷宮ブラックカンパニー（エルマン）
- Sonny Boy（村山）

2022年
- トライブナイン（タイガ）
- Engage Kiss（勧誘員）
- 新テニスの王子様 U-17 WORLD CUP（2022年 - 2024年、エルマー・ジークフリート） - 2シリーズ
- シャドーハウス（ヴィクター）
- 最近雇ったメイドが怪しい（サラリーマンA）
- ダンジョンに出会いを求めるのは間違っているだろうかIV（2022年 - 2023年、ジュラ・ハルマー） - 2シリーズ
- VAZZROCK THE ANIMATION（七瀬望）
- BLEACH 千年血戦篇（2022年 - 2023年、死神、技術開発局局員） - 2シリーズ
- 4人はそれぞれウソをつく（唾棄すべきクズ）

2023年
- HIGH CARD（ボビー・ボール）
- 真・進化の実〜知らないうちに勝ち組人生〜（デミオロス）
- 不滅のあなたへ（2023年 - 2025年、セバス、センバスズヒコ） - 2シリーズ
- 天国大魔境（復興省の職員）
- 無職転生 II 〜異世界行ったら本気だす〜（ミミル）
- Helck（ルベロ）
- EDENS ZERO（ゴウエン）
- 呪術廻戦 懐玉・玉折/渋谷事変（若者、一般人）

2024年
- 月が導く異世界道中 第二幕（ベルダ）
- 真の仲間じゃないと勇者のパーティーを追い出されたので、辺境でスローライフすることにしました2nd（カイ）
- 烏は主を選ばない（山内衆）
- 鬼滅の刃 柱稽古編
- WIND BREAKER（2024年 - 2025年、金剛尊） - 2シリーズ
- 【推しの子】（林原キイロ）
- ハズレ枠の【状態異常スキル】で最強になった俺がすべてを蹂躙するまで（オーバン）
- 神之塔 -Tower of God-（カラカ） - 2シリーズ
- やり直し令嬢は竜帝陛下を攻略中（北方師団兵士A、北方師団兵士B）
- 魔法使いになれなかった女の子の話（料理部部長）
- ソードアート・オンライン オルタナティブ ガンゲイル・オンラインII（コール）
- アクロトリップ（月）
- トリリオンゲーム（2024年 - 2025年、ヒムロ）

2025年
- いずれ最強の錬金術師?（ハンス）
- Dr.STONE SCIENCE FUTURE（カルロス・バリオス） - 2シリーズ
- 俺だけレベルアップな件 Season 2 -Arise from the Shadow-（シーマ）
- ハニーレモンソーダ（男子生徒）
- ボールパークでつかまえて!（滝本）
- アン・シャーリー（チャーリー・スローン）
- 謎解きはディナーのあとで（矢野有希人）
- 桃源暗鬼（桃巌深夜）

### 劇場アニメ
- BAYONETTA Bloody Fate（2013年）
- デジモンアドベンチャー LAST EVOLUTION 絆（2020年、阿部）
- 機動戦士ガンダム 閃光のハサウェイ（2021年、ミツダ・ケンジ[44]）
- デッドデッドデーモンズデデデデデストラクション（2024年、尾城[45]） - 後章

### Webアニメ
2010年代
- 人力戦艦!?汐風澤風（2017年、沖見）
- ケンガンアシュラ（2019年、二階堂蓮） - 2シリーズ 
- Warahibi!（2019年、石井奇跡）

2020年代
- 新選サークル（2020年、近藤イサミ・沖田ソウジ・斎藤ハジメ）
- コタローは1人暮らし（2022年、担当編集）
- 風都探偵（2022年、真倉俊）
- 賭ケグルイ双（2022年、鬼柱陽斗）
- マルイノアニメ×駿河屋 コラボレーションアニメ（2022年、スルガワン）
- LUPIN ZERO（2022年、米兵A）
- トミカヒーローズ ジョブレイバー 特装合体ロボ (2022年、ビルドブレイバー コマツ 油圧ショベル PC200)
- 幼なじみのカルボウ（2024年、旅人）

### ゲーム
2014年
- グルーヴコースター（「電車で電車でGO!GO!GO!GC! -GMT remix-」歌唱）
- 戦場のウェディング（月の妖精ブラン）
- ソニプロ（クライアント男性1）
- 魔都紅色幽撃隊（支我正宗）
- LEFT 4 DEAD -生存者たち-

2015年
- ザクセスヘブン（火野ライガ）
- 絶対迎撃ウォーズ（ペンローズ）
- Wプロポーズ〜深夜のイケない三角関係〜（桜庭恭二）
- 手錠付き アイドル共同生活!（藤咲悠）
- ヴァリアントナイツ（クラマ＝ヴィンセント）
- メイプルストーリー（ナインハート、グフィー、白い魔法使い （フレンズワールド））
- 夢王国と眠れる100人の王子様（ダルファー）
- リベリオンブレイド（エージュ）

2016年
- 蒼き雷霆 ガンヴォルト爪（ガウリ）
- 怪盗夜想曲 〜ファントムノクターン〜（エージェント・アルタイル）
- Caligula -カリギュラ-（主人公）
- 三国志ものがたり（孫権仲謀）
- 消滅都市2（ロウ）
- 神撃のバハムート（ハインライン）
- スタンドマイヒーローズ（九条壮馬）
- 7'scarlet（建比良ソウスケ）
- デモンズゲート 帝都審神大戦 〜東京黙示録編〜（鬼龍豪人、ナナオセンジロウ）
- ノラネコと恋の錬金術（リコ）
- マジきゅんっ!ルネッサンス（土筆るの）

2017年
- 一血卍傑-ONLINE-（アメノワカヒコ）
- A3!（摂津万里）
- クイズRPG 魔法使いと黒猫のウィズ（ラウディダウ、セルヴィス・フィデール）
- Side Kicks!（ツバキ）
- 無双☆スターズ（周倉）
- 茜さすセカイでキミと詠う（山崎烝）
- ツキノパラダイス。（七瀬望）
- カクテル王子（マンハッタン）
- 恋愛プリンセス 〜ニセモノ姫と10人の婚約者〜（ニコラス＝ウィットロック）
- ベイブレードバースト ゴッド（ソン・ルーウェイ）
- 悠久のユーフォリア（クウヤ）
- クルセイダークエスト（ロシュフォール）

2018年
- 真・三國無双8（周倉）
- シンエンレジスト（ヨミ）
- Caligula Overdose -カリギュラ オーバードーズ-（主人公〈男〉 / Lucid〈男〉）
- フルメタル・パニック！ 戦うフー・デアーズ・ウィンズ
- メギド72（2018年 - 2023年、サタナキア）
- IDOL FANTASY - アイドルファンタジー -（影縫照）
- フードファンタジー（パステル・デ・ナタ、プリン、ちまき）
- ベイブレードバースト バトルゼロ（ソン・ルーウェイ）
- SHOW BY ROCK!!（アルゴン）
- したてたて!（鹿森要）
- ワールドエンド・シンドローム（甘奈大和）

2019年
- なむあみだ仏っ！-蓮台 UTENA-（金剛香菩薩、火天）
- THE KING OF FIGHTERS for GIRLS（ジョー・東）
- リンクスリングス（トール）
- ワールドフリッパー（リアン、エヴァン）

2020年
- REALIVE!〜帝都神楽舞隊〜（サー・ユリエル・フィドルバード）
- SHOW BY ROCK!! Fes A Live（アルゴン）
- ブラウンダスト（アメインズ）
- ビルシャナ戦姫 〜源平飛花夢想〜（源義仲）
- エグゾスヒーローズ（ゼオン）
- AnotherPrince 〜失われた物語〜（シンデレラ）

2021年
- ディシディア ファイナルファンタジー オペラオムニア（リュド）
- 剣が刻 (市五郎)
- モンスターハンターストーリーズ2 〜破滅の翼〜
- 新すばらしきこのせかい（フレット）
- 終遠のヴィルシュ -ErroR:salvation-（カプシーヌ）
- 真・三國無双8 Empires（周倉）

2022年
- 夢職人と忘れじの黒い妖精（ラディウス）
- 遊戯王 デュエルリンクス（ブレイヴマックス）

2024年
- ミステリーの歩き方（武藤大樹）

2025年
- 真・三國無双 ORIGINS（周倉）

### ドラマCD
- ちゃんおぷ的ドラマ 〜四葉のリフレッシュ休暇 feat.凛&さくら 女子旅妄想会議!〜（2014年、ちぃこ[102]）
- ALIVEシリーズ（2015年 - 、七瀬望[103]）
- ドラマCD「フレラジ☆」（2016年、茜マネージャー）[104]
- MARGINAL#4 シリーズ（2016年 - 、滝丸アルト）
  - ～星降る夜の、ハロウィンパーティー～[105]
  - ～星降る夜が、起こした4つの奇跡～[106]
  - Starry Lover Vol.8 アルト[107]
- おにいちゃんねる CDコレクション  Vol.1 〜お兄ちゃんと過ごすドキドキ♡バレンタイン〜（2017年、翔真[108]）
- 悠久のユーフォリア ハイレゾ・コンテンツBOOK Vol.1（2017年、白夜のクウヤ）
- 一途なカレにひたすら告白されるCD ツンデレ幼なじみ編（2018年、白瀬瑞希[109]）
- 音戯の譜〜CHRONICLE〜（2019年 - 、カン[110]）
- コイの箱庭（2019年、カメリア[111]）
- イケメン戦国◆時をかける恋 シチュエーションCD 2nd Season～前田慶次編～（2021年、前田慶次）[112]

#### BLCD
- おやすみアイドルくん（2017年、雅季）
- 入室ノックは忘れずに（2018年、徳永将紀）
- アヒルくんはソレを知らない（2019年、黒山羊）
- 鯛代くん、君ってやつは。（2021年 - 2023年、シカク[113]）
  - 鯛代くん、君ってやつは。2
- 幼馴染じゃ我慢できない とけあう体温盤（2021年 - 2023年、光一郎[114]）
  - 幼馴染じゃ我慢できない 1巻 限定版CD付
  - 幼馴染じゃ我慢できない 2 ふれあう指先盤
  - 幼馴染じゃ我慢できない 3 よせあう未来盤
- 可愛いだけじゃ満足できない（2023年、光一郎）

### デジタルコミック
- UULAマンガ 砂の栄冠（2014年、七嶋裕之[115]）
- 三上さんは世界一可愛い！（2016年）[116]
- 新選サークル（2020年、近藤イサミ、沖田ソウジ、斎藤ハジメ[117]）
- クラスのイケメンと地味キャラがバンド組む話（2021年、嵐士[118]）
- 無敵のベイビーブルー（2023年、まさき、クラスメイト1、体育館の男子生徒3[119]）
- 召使い令嬢は国境を越え、敵国の公爵騎士様に溺愛される（2024年、オリバー[120]）

### 吹き替え

#### 映画
- アサシネーション・ネーション（2018年）
- アナと世界の終わり（2019年、ニック〈ベン・ウィギンズ〉[121]）
- スケアリーストーリーズ 怖い本（2020年、チャック〈オースティン・ザユル〉[122]）
- ドクター・ドリトル（2020年、ジェフ[123][124]）
- ミッドサマー（2020年、マーク〈ウィル・ポールター〉[125]）
- 星の王子 ニューヨークへ行く2（2021年、イディー〈ロティミ〉[126]）
- 王朝の陰謀 判事ディーと天空のドラゴン（2021年、ディー・レンチエ〈ルオ・イークン〉[127]）
- ドッグ・アローン（チャーリー〈ジェリー・オコンネル〉）
- エルシッド（2020年、ルイ）
- トランスフォーマー/ビースト覚醒（2023年[128]）
- ザ・ガーディアン/守護者（2024年、ソンジュン〈キム・ジュンハン〉[129]）
- ライド・オン（2024年、ルー・ナイホァ〈グオ・チーリン〉[130]）
- ザ・ウォッチャーズ（2024年、ダニエル〈オリバー・フィネガン〉[131]）

#### ドラマ
- レイ・ドノヴァン ザ・フィクサー シーズン3（2016年）
- DOC あすへのカルテ（2020年、ファビオ・ジョルダーノ[132]）
- ドゥーム・パトロール（2021年、ビクター・ストーン / サイボーグ〈ジョイヴァン・ウェイド〉[133]）
- レオナルド ～知られざる天才の肖像～（2021年、ミケランジェロ[134]）
- ロスト・イン・オーシャン 消えた大陸（2021年 ‐ 2022年、ピティ）
- メイド・フォー・ラブ シーズン2（2022年、ベネット）
- F4 Thailand/BOYS OVER FLOWERS（2022年、グラーカーオ〈フォース・ナッタワット・ジローティクン〉）
- ヴォクス・マキナの伝説（2022年、スキャンラン[135]）
- デイジー・ジョーンズ・アンド・ザ・シックスがマジで最高だった頃（2023年、グレアム・ダン〈ウィル・ハリソン〉）
- ARMORED SAURUS アーマードサウルス（2023年、JJ〈ジョンホン〉[136]）
- 山賊のむすめローニャ（2024年、ショルム[137]）
- 朝鮮弁護士カン・ハンス 誓いの法典（2025年、ユ・ジソン〈チャ・ハギョン〉[138]）

#### アニメ
- アダムス・ファミリー（2020年、ミッチ[139]）
- HOOPS ―フープス—（2020年、マティ)
- 時光代理人 -LINK CLICK-（2022年、劉磊〈リウ・レイ〉）
- バイオハザード デスアイランド（ザック[140]）
- 天官賜福 貮（2024年、安楽王）
- この恋で鼻血を止めて（2025年、ウィルス・ワン[141][初出 2]）

### 映像商品
- 声優コレクション 〜ふたりのコーデSHOW〜 沢城千春×武内駿輔

### ラジオ
※はインターネット配信。
- 沢城千春・小澤亜李 カリギュラジオ 〜その番組を聴いてはいけない〜（2018年、超!A&G+※・dアニメストア※）[142]
- カリギュラジオ〜カタルシスを語ルシス〜（2018年、YouTube※）[143]
- ユニゾン!〜ジェネレーション〜（2018年、文化放送）
- 沢城千春のガールズトーク（2018年 - 、マンガPark※）
- A&G ARTIST ZONE 沢城千春のTHE CATCH（2018年 - 2020年、超!A&G+※）
- mysta  presents 松本王国 -きんぐだむ- （2019年 - 、TOKYO FM）

### テレビ番組
※はインターネット配信。
- モテ福（2014年8月 - 2018年3月、テレ玉）フレッシュ・チハル、枕のまー坊
- チハ生（2015年4月30日 - 、ニコニコ生放送※）
- Abema Game 9 アゲナイッ！ マンデー（2018年1月22日 - 4月9日、AbemaTV※）
- わけありベジー シーズン2（2018年4月9日 - 、AbemaTV※）キャベ城ちはる
- カオスパイ（2018年4月13日 - 9月21日、テレ玉）ポセイドン、ペーさん（ペガサス）、フレッシュ・チハル

### テレビドラマ
- 声優探偵（2021年3月6日 - 27日、テレビ東京） - 主演・不零オサム 役[7]

### 舞台
- アフロ13「デスオブ・ア・サムライ」（2008年）
- プリズムミュージック「ミュージカル・アナザーワールド」（2009年）
- 19’プロデュース「戦場のボレロ」（2009年）
- DEAD STOCK UNION
  - 「もうひとつだけ」（2010年4月7日 - 11日、ウッディシアター中目黒）
  - 「民宿チャーチの熱い夜8」（2010年）
  - 「Ocean's Diary おだやかに にぎやかに」（2010年）
  - 「明日はあるのか?」（2011年4月27日 - 5月1日、ウッディシアター中目黒）
  - 「民宿チャーチの熱い夜9」（2011年7月13日 - 18日、タイニイアリス）
  - 「民宿チャーチの熱い夜10」（2012年）
  - 「希望的観測」（2012年3月16日 - 20日、ウッディシアター中目黒）
  - 「ソコヂカラの使い方」（2012年11月20日 - 25日、ウッディシアター中目黒）
  - 「Ocean's Diary 約束の記憶」（2013年3月9日 - 17日、ウッディシアター中目黒）
  - 「民宿チャーチの熱い夜11」（2013年7月9日 - 15日、タイニイアリス）
  - 「人は愛さずにいられない」（2013年10月29日 - 11月4日、ウッディシアター中目黒）
  - 「きっと。そしてずっと。」（2014年）
  - 「民宿チャーチの熱い夜12」（2014年）
  - 「凡人の輝き」（2014年）
- アトリエッジ「流れる雲よ〜未来から愛を込めて〜」（2011年6月11日 - 16日、新国立劇場 小劇場）
- Theatre劇団子 25th act.「もう一つのシアター」（2011年1月27日 - 30日、紀伊國屋ホール） - 清田祐希 役
- Stylish shine「テガミ」（2012年）
- クロジ 第13回公演「花の棺」（2014年9月17日 - 21日、俳優座劇場）
- 朗読劇×オーケストラ 第2弾「ハムレット」（2018年2月17日、Bunkamuraオーチャードホール） - 主演・ハムレット 役[144]
- クロジ 第17回公演「いと恋めやも」（2018年8月22日、全労済ホール/スペース・ゼロ） - 日替わりゲスト[145]
- 極上文學 第13弾公演「こゝろ」（2018年12月17日、紀伊国屋サザンシアター） - 語り師[146]
- 劇団浜松町
  - 第1回公演「大門オカルト・ラブ」（2019年6月30日、文化放送メディアプラスホール） - 主演[147]
  - 第2回公演「サイレント騎士LOVE」（2019年12月14日・15日、文化放送メディアプラスホール） - 主演・亀山彰人 役（高木渉とW主演）[148]
- S.Q.S Episode4「TSUKINO EMPIRE2 -Beginning of the World-」（2019年9月26日 - 29日、舞浜アンフィシアター） - 七瀬望 役（映像出演）
- リーディングシアター Vol.1 「RAMPO in the DARK」（2020年7月10日 - 24日：配信上演、神田明神ホール）[149]
- 声優が魅了する日本怪談話「流離う魂-小泉八雲の世界-」（2020年12月26日、紀伊國屋サザンシアター TAKASHIMAYA） - 西田千太郎 役 他[150]
- リーディングファンタジー 第5弾「僕のAIルク」（2021年2月14日、配信上演） - 遥人 / AI・ルク 役 ※林勇との2人芝居[151]
- 朗読と能で描く滅鬼悲哀物語「幽玄朗読舞・KANAWA」（2021年9月4日、博品館劇場） - 藤原和人 役[152]
- ヒロイン体験 朗読劇「恋人は公安刑事」from 100シーンの恋+（2022年1月15日、赤坂RED/THEATER） - 主演・加賀兵吾 役[153]
- マガツノート Season1 Special Event「解放区-初夏の陣-」 朗読劇『ダーク・イン・ザ・ダーク』（2022年6月18日、KT Zepp Yokohama） - 直政 役[154]
- 朗読劇「世界から猫が消えたなら」（2022年6月25日・27日、シアター1010） - 親友（ツタヤ） 役[155]
- アニマックス朗読劇「ハニーレモンソーダ」（2022年9月3日、ヒューリックホール東京） - 三浦界 役[156]
- ボイスミステリー（2022年9月11日、ベルサール虎ノ門）[157]
- 朗読ライブ「旅のラゴス」（2022年10月29日）
- Classic Movie Reading Vol.1「ローマの休日」（2023年11月5日、新宿村LIVE） - ジョー・ブラッドレー 役[158]
- 朗読劇「ニュー・ルネッサンス・イン・パリ」（2024年7月27日、博品館劇場）[159]
- 朗読劇 サラ・ベルナールの「サロメ」（2025年7月30日、城西国際大学紀尾井町キャンパス1号館内 地下ホール） - ヴィクトリアン・サルドゥ 役[160][161]

### ネット配信
- PLANET PRODUCTION クリスマス特別公演"空間音響ミュージカル"「Alice in Christmas」（2021年12月25日・26日、plapro official YouTube） - ハートの女王 役[162]

### ナレーション
- TVガイドお正月特大号 テレビCM「変わる、テレビ、ガイド」篇（2018年[163]）
- ジャンプチャンネル「【呪術廻戦】「渋谷事変」までのストーリーを一挙解説（NA:沢城千春）【※ネタバレあり】」（2022年[164]）

### 実写映画
- メサイア
- ある夜のできごと
- ストイックガール
- 劇場版SOARA「LET IT BE -君が君らしくあるように-」（2019年10月4日公開） - 七瀬望 役[165]
- 劇場版SOARA2「I will. -君が未来を歩くとき-」（2021年10月29日公開） - 七瀬望 役[166]

### 広告
- プレミアムフライデー連動企画 第2弾「スーツでボウリング」ポスターモデル（2017年7月28日 - 、関東ボウリング場協会）[167]

### その他コンテンツ
- LisPon ボイスドラマ「窓際族だけど気づいたら異世界で勇者になっていた。」（2017年、青山藤兵衛[168]）
- パチンコ『P SHOW BY ROCK!!』（2019年、アルゴン）
- 数学者を召喚したらイケメンだった 第8章（2020年、ピタゴラス[169]）
- ラジオドラマ『マガツノート』（2022年 - 2024年、直政）

## ディスコグラフィ

### キャラクターソング
| 発売日   | 商品名                                                                       | 歌 | 楽曲                                                             | 備考                                                                |
| 2015年   | 2015年                                                                       | 2015年 | 2015年                                                           | 2015年                                                              |
| -------- | ---------------------------------------------------------------------------- | --- | ---------------------------------------------------------------- | ------------------------------------------------------------------- |
| 5月13日  | PANDORA BOX                                                                  | UNICORN Jr. | 「PANDORA BOX」 「ワガハイはネコである!!!」 「MIS(S)LEAD」 「Q」 | 『MARGINAL#4』関連曲                                                |
| 8月28日  | ALIVE Side.S Vol.3                                                           | SOARA | 「マクガフィン」                                                 | キャラクターCD『ALIVE』関連曲                                       |
| 9月9日   | アフターバーナー                                                             | UNICORN Jr. | 「アフターバーナー」 「Mr.8」 「Uncrowned」 「ストレンジャー」   | 『MARGINAL#4』関連曲                                                |
| 11月27日 | ALIVE Side.S Vol.4                                                           | SOARA | 「さまよい星」 「S.O.A.R.A」                                     | キャラクターCD『ALIVE』関連曲                                       |
| 2016年   |                                                                              | |                                                                  |                                                                     |
| 3月16日  | F.A                                                                          | UNICORN Jr. | 「F.A」 「Unlimited Saga」 「in my youth」 「ヒトカケラ」        | 『MARGINAL#4』関連曲                                                |
| 4月27日  | UNIMATE                                                                      | UNICORN Jr. | 「Lonely Silence Monster」 「愛が愛のままでありますように」      | 『MARGINAL#4』関連曲                                                |
| 5月11日  | 星だけが知る                                                                 | NEBULAS | 「星だけが知る」 「POLYHEDRON -Stay Foolish Night-」             | 『MARGINAL#4』関連曲                                                |
| 5月27日  | ALIVE SOARA 花鳥風月「花」編                                                 | SOARA | 「アイノハナ」                                                   | キャラクターCD『ALIVE』関連曲                                       |
| 6月22日  | 『UNIMATE』&『Lagjuliet 2』&『STAR CLUSTER 3』同時購入特典CD                 | ピタゴラス★オールスター | 「奇跡の星座（Sign）」                                           |                                                                     |
| 6月24日  | ALIVE SOARA 花鳥風月「鳥」編                                                 | SOARA | 「LAPIS BLUE」                                                   | キャラクターCD『ALIVE』関連曲                                       |
| 8月10日  | カナリヤ                                                                     | NEBULAS | 「カナリヤ」 「Ing...」                                          | 『MARGINAL#4』関連曲                                                |
| 9月16日  | ALIVE SOARA 花鳥風月「風」編                                                 | SOARA | 「そよかぜの唄」                                                 | キャラクターCD『ALIVE』関連曲                                       |
| 11月25日 | ALIVE SOARA 花鳥風月「月」編                                                 | SOARA | 「三日月ファンタジー」                                           | キャラクターCD『ALIVE』関連曲                                       |
| 12月22日 | チア男子!! 第4巻特装限定版特典 SPECIAL CD                                    | 森尚史（畠中祐）、佐久間龍造（村瀬歩）、安藤タケル（沢城千春） | 「PRICELESS DAYS」                                               | テレビアニメ『チア男子!!』関連曲                                    |
| 2017年   |                                                                              | |                                                                  |                                                                     |
| 2月15日  | MANKAI☆開花宣言                                                              | A3ders! | 「MANKAI☆開花宣言」                                              | ゲーム『A3!』主題歌                                                 |
| 3月1日   | REAL?/コ・コ・ロ・ヒ・ト・ツ                                                 | UNICORN Jr. | 「REAL?」                                                        | テレビアニメ『MARGINAL#4 KISSから創造るBig Bang』エンディングテーマ |
| 3月15日  | SHOW BY ROCK!!# BD 第4巻特装限定版 完全新作スペシャルCD                      | セレン（筆村栄心）、アルゴン（沢城千春） | 「今夜は黄金！パーリィナイト！」                                 | テレビアニメ『SHOW BY ROCK!!#』関連曲                               |
| 3月24日  | ALIVE SOARA ユニットソング「Wonder Wand」                                    | SOARA | 「Wonder Wand」                                                  | キャラクターCD『ALIVE』関連曲                                       |
| 4月5日   | KISSから創造るBig Bang                                                       | ピタゴラス★オールスター | 「KISSから創造るBig Bang」                                       | テレビアニメ『MARGINAL#4 KISSから創造るBig Bang』挿入歌             |
| 5月24日  | 「ラブ米」キャラソンCD vol.1 「米の飯より思し召し」                          | ひのひかり（石井マーク）、ささにしき（沢城千春）、ひとめぼれ（草摩そうすけ）、あきたこまち（小森未彩）、にこまる（玉城仁菜）                                                               | 「浪漫飛行〜ラブライスver.〜」                                   | テレビアニメ『ラブ米 -WE LOVE RICE-』主題歌                         |
| 6月14日  | 「ラブ米」キャラソンCD vol.2 「三度の飯も強し柔らかし」                      | ひのひかり（石井マーク）、ささにしき（沢城千春）、ひとめぼれ（草摩そうすけ）、あきたこまち（小森未彩）、にこまる（玉城仁菜）                                                               | 「Fine Dress」                                                   | テレビアニメ『ラブ米 -WE LOVE RICE-』挿入歌                         |
| 6月21日  | ピタゴラスプロダクション SHUFFLE BEST                                        | NEBULAS | 「蒼の月」                                                       | 『MARGINAL#4』関連曲                                                |
| 6月28日  | A3! First AUTUMN EP                                                          | 秋組 | 「oneXone」                                                      | ゲーム『A3!』関連曲                                                 |
| 6月28日  | A3! First AUTUMN EP                                                          | ルチアーノ［摂津万里（沢城千春）］、ランスキー［兵頭十座（武内駿輔）］ | 「一夜限りの相棒」                                               | ゲーム『A3!』関連曲                                                 |
| 6月28日  | A3! First AUTUMN EP                                                          | 摂津万里（沢城千春） | 「スーパーウルトライージーモード」                               | ゲーム『A3!』関連曲                                                 |
| 7月12日  | 「ラブ米」キャラソンCD vol.3 「米を百里の外に負う」                          | ひのひかり（石井マーク）、ささにしき（沢城千春）、ひとめぼれ（草摩そうすけ）、あきたこまち（小森未彩）、にこまる（玉城仁菜）                                                               | 「Love at first sight」                                          | テレビアニメ『ラブ米 -WE LOVE RICE-』挿入歌                         |
| 8月25日  | ALIVE X Lied vol.4 廉・望&衛                                                 | 宗像廉（村田太志）、七瀬望（沢城千春） | 「With U」                                                       | キャラクターCD『ALIVE』関連曲                                       |
| 9月13日  | 「ラブ米」キャラソンCD vol.5 「千石万石も米五合」                            | ひのひかり（石井マーク）、ささにしき（沢城千春）、ひとめぼれ（草摩そうすけ）、あきたこまち（小森未彩）、にこまる（玉城仁菜）                                                               | 「Going My Way」                                                 | テレビアニメ『ラブ米 -WE LOVE RICE-』挿入歌                         |
| 9月13日  | 「ラブ米」キャラソンCD vol.5 「千石万石も米五合」                            | ひのひかり（石井マーク）、ささにしき（沢城千春）、ひとめぼれ（草摩そうすけ）、あきたこまち（小森未彩）、にこまる（玉城仁菜）、アン（榎木淳弥）、ショック（鈴木裕斗）、キャリー（大河元気） | 「浪漫飛行〜米粉パンver.〜」                                     | テレビアニメ『ラブ米 -WE LOVE RICE-』エンディングテーマ             |
| 9月27日  | MARGINAL#4 KISSから創造るBig Bang BEST                                       | UNICORN Jr. | 「ハングリー？」                                                 | 『MARGINAL#4』関連曲                                                |
| 10月13日 | エリアル -ALIEL-                                                             | SOARA | 「エリアル -ALIEL-」                                             | テレビアニメ『TSUKIPRO THE ANIMATION』主題歌                        |
| 11月22日 | ピタゴラス スペクタクルツアー ライブ Vol.2 STARGAZER Z                       | ロビン［野村エル（KENN）］、レオン［緋室キラ（大河元気）］、AL-10 Orbit［滝丸アルト（沢城千春）］                                                                                          | 「SHOW★TIME」 「希望infinity」                                   | 『MARGINAL#4』関連曲                                                |
| 12月22日 | TSUKIPRO THE ANIMATION BD・DVD第1巻特典CD                                    | SOARA | 「FRIEND」                                                       | テレビアニメ『TSUKIPRO THE ANIMATION』エンディングテーマ            |
| 2018年   |                                                                              | |                                                                  |                                                                     |
| 2月23日  | TSUKIPRO THE ANIMATION BD・DVD第3巻特典CD                                    | SOARA | 「スタートライン 〜Boys, Be Mighty〜」                           | テレビアニメ『TSUKIPRO THE ANIMATION』エンディングテーマ            |
| 2月23日  | ラブ米二期作 DVD特典CD                                                       | ひのひかり（石井マーク）、ささにしき（沢城千春）、ひとめぼれ（草摩そうすけ）、あきたこまち（小森未彩）、にこまる（玉城仁菜）                                                               | 「HIKARI」                                                       | テレビアニメ『ラブ米 -WE LOVE RICE-』挿入歌                         |
| 3月7日   | 春夏秋冬☆Blooming!                                                           | A3ders! | 「春夏秋冬☆Blooming!」                                           | ゲーム『A3!』主題歌                                                 |
| 4月27日  | TSUKIPRO THE ANIMATION BD・DVD第5巻特典CD                                    | SOARA | 「未来への贈り物」                                               | テレビアニメ『TSUKIPRO THE ANIMATION』エンディングテーマ            |
| 5月16日  | パラダイムボックス                                                           | 式島律（沢城千春）、佐竹笙悟（武内駿輔） | 「パラダイムボックス」                                           | テレビアニメ『Caligula -カリギュラ-』オープニングテーマ             |
| 5月16日  | パラダイムボックス                                                           | 式島律（沢城千春） | 「アンビバレンツ」                                               | テレビアニメ『Caligula -カリギュラ-』関連曲                         |
| 6月15日  | TSUKIPRO THE ANIMATION BD・DVD第7巻特典CD                                    | SOARA、Growth、SolidS、QUELL | 「Dear Dreamer,」                                                | テレビアニメ『TSUKIPRO THE ANIMATION』エンディングテーマ            |
| 6月19日  | ピタゴラスプロダクション ONE DREAM 2020 3rd「サジタリウス」                  | NEBULAS | 「サジタリウス」                                                 | 『MARGINAL#4』関連曲                                                |
| 7月4日   | セカイ系バラエティ 僕声 サウンドトラック                                     | BELLWETHER | 「笑止」                                                         | バラエティ番組『セカイ系バラエティ 僕声』関連曲                     |
| 7月4日   | セカイ系バラエティ 僕声 サウンドトラック                                     | BELLWETHER | 「難しいサイ」                                                   | バラエティ番組『セカイ系バラエティ 僕声』関連曲                     |
| 7月27日  | ALIVE SOARA RE:START シリーズ2                                               | 神楽坂宗司（古川慎）、宗像廉（村田太志）、七瀬望（沢城千春） | 「ラウンドアバウト」                                             | キャラクターCD『ALIVE』関連曲                                       |
| 8月7日   | ピタゴラスプロダクション ONE DREAM 2020 4th「リトルジャーニー」              | NEBULAS | 「リトルジャーニー」                                             | 『MARGINAL#4』関連曲                                                |
| 9月26日  | KARA∞KARA                                                                    | UNICORN Jr. | 「KARA∞KARA」 「幻想歌（ファンタジア）」                         | 『MARGINAL#4』関連曲                                                |
| 9月28日  | ALIVE SOARA RE:START シリーズ3                                               | SOARA | 「LIFE IS AMAZING」                                              | キャラクターCD『ALIVE』関連曲                                       |
| 11月7日  | A3! VIVID AUTUMN EP                                                          | 秋組 | 「SECOND SHOT」                                                  | ゲーム『A3!』関連曲                                                 |
| 11月7日  | A3! VIVID AUTUMN EP                                                          | アベル［泉田莇（小西成弥）］、イヴァン［摂津万里（沢城千春）］ | 「RESPAWN」                                                      | ゲーム『A3!』関連曲                                                 |
| 12月12日 | ウラオモテTEACHER                                                            | 二見重人［茅ヶ崎至（浅沼晋太郎）］、新橋新［摂津万里（沢城千春）］ | 「Growing Pain」                                                 | ゲーム『A3!』関連曲                                                 |
| 2019年   |                                                                              | |                                                                  |                                                                     |
| 1月25日  | ALIVE SOARA RE:START シリーズ5                                               | 大原空（豊永利行）、宗像廉（村田太志）、七瀬望（沢城千春） | 「ねてないピエロ」                                               | キャラクターCD『ALIVE』関連曲                                       |
| 3月29日  | ALIVE SOARA RE:START シリーズ6                                               | SOARA | 「幸せのプロローグ」                                             | キャラクターCD『ALIVE』関連曲                                       |
| 6月19日  | ピタゴラスプロダクション GALACTI9★SONGシリーズ #9「Pa!! PARADISO」滝丸アルト | 滝丸アルト（沢城千春） | 「Pa!! PARADISO」 「パルコ（Aruto Ver.）」                       | 『MARGINAL#4』関連曲                                                |
| 7月3日   | セカイ系バラエティ 僕声シーズン2 ORIGINAL SOUNDTRACK                         | BELLWETHER | 「アボカド」                                                     | バラエティ番組『セカイ系バラエティ 僕声 シーズン2』関連曲           |
| 7月24日  | A3! BRIGHT AUTUMN EP                                                         | 秋組 | 「Ever☆Blooming!」                                               | ゲーム『A3!』関連曲                                                 |
| 7月26日  | ALIVE「CARDS」シリーズ 1巻「CLUB」                                           | SOARA | 「三つ葉のクローバー」 「ライバル」                              | キャラクターCD『ALIVE』関連曲                                       |
| 9月25日  | A3! BLOOMING LIVE 2019 アニメイト特典CD                                      | 摂津万里（沢城千春） | 「春夏秋冬☆Blooming!」                                           | ゲーム『A3!』関連曲                                                 |
| 10月2日  | Virgin Sky/愛がある限りここにいる                                            | 帝都東神楽舞隊基地・所属舞官 | 「Virgin Sky」                                                   | ゲーム『REALIVE!〜帝都神楽舞隊〜』オープニングテーマ                |
| 10月2日  | Virgin Sky/愛がある限りここにいる                                            | 帝都東神楽舞隊基地・所属舞官 | 「愛がある限りここにいる」                                       | ゲーム『REALIVE!〜帝都神楽舞隊〜』エンディングテーマ                |
| 11月20日 | KING OF FIRE                                                                 | テリー・ボガード（近藤隆）、アンディ・ボガード（深町寿成）、ジョー・東（沢城千春） | 「Just Keep Goin'」                                              | ゲーム『THE KING OF FIGHTERS for GIRLS』関連曲                      |
| 12月18日 | A3! MIX SEASONS LP                                                           | 二見重人［茅ヶ崎至（浅沼晋太郎）］、新橋新［摂津万里（沢城千春）］ | 「Growing Pain」                                                 | ゲーム『A3!』関連曲                                                 |
| 2020年   |                                                                              | |                                                                  |                                                                     |
| 2月5日   | Act! Addict! Actors!                                                         | A3ders! | 「Act! Addict! Actors!」                                         | テレビアニメ『A3!』オープニングテーマ                               |
| 2月5日   | Act! Addict! Actors!                                                         | 摂津万里（沢城千春） | 「Act! Addict! Actors!」                                         | テレビアニメ『A3!』関連曲                                           |
| 2月14日  | GIFT for SMILE!                                                              | Team Warahibi! | 「GIFT for SMILE!」                                              | 『Warahibi!』メインテーマ                                           |
| 2月14日  | GIFT for SMILE!                                                              | Team Warahibi! | 「ネガポジコントラスト」                                         | 『Warahibi!』関連曲                                                 |
| 3月25日  | 待たされていた I love you!/星の絆                                            | Crown Clan | 「待たされていた I love you!」 「星の絆」                        | ゲーム『REALIVE!〜帝都神楽舞隊〜』関連曲                            |
| 3月25日  | ピタゴラスインフィニティソロベスト”U”(4+2+3=9)∞                              | UNICORN Jr. | 「B R A V E R Y」                                                | 『MARGINAL#4』関連曲                                                |
| 7月8日   | スクールバンドライフ The First Semester Side:テクノポップバンド部            | HAPPY SCORE | ｢キミ色ダンスコード｣                                             |                                                                     |
| 8月28日  | Dear Dreamer, ver.SOARA                                                      | SOARA | 「Dear Dreamer,」                                                | テレビアニメ『TSUKIPRO THE ANIMATION』関連曲                        |
| 10月21日 | Circle of Seasons                                                            | A3ders! | 「Circle of Seasons」                                            | テレビアニメ『A3!』オープニングテーマ                               |
| 10月21日 | Circle of Seasons                                                            | 摂津万里（沢城千春） | 「Circle of Seasons」                                            | テレビアニメ『A3!』関連曲                                           |
| 11月25日 | ZERO LIMIT/Thawing                                                           | 秋組 | 「ZERO LIMIT」                                                   | テレビアニメ『A3!』エンディングテーマ                               |
| 2021年   |                                                                              | |                                                                  |                                                                     |
| 5月28日  | ALIVE「CARDS」シリーズ 3巻 SOARA「HEART」                                    | SOARA | 「ハートライン」 「心気楼」                                      | キャラクターCD『ALIVE』関連曲                                       |
| 7月9日   | Gonna Be Alright                                                             | SOARA | 「Gonna Be Alright」                                             | テレビアニメ『TSUKIPRO THE ANIMATION 2』主題歌                      |
| 10月29日 | TSUKIPRO THE ANIMATION2 BD・DVD第1巻特典CD                                   | SOARA | 「LET IT BE」                                                    | テレビアニメ『TSUKIPRO THE ANIMATION2』エンディングテーマ           |
| 12月24日 | TSUKIPRO THE ANIMATION2 BD・DVD第3巻特典CD                                   | 大原空（豊永利行）、宗像廉（村田太志）、七瀬望（沢城千春）、世良里津花（花江夏樹）、村瀬大（梅原裕一郎）、和泉柊羽（武内駿輔）、堀宮英知（西山宏太朗）                                     | 「神解けに当たる時」                                             | テレビアニメ『TSUKIPRO THE ANIMATION2』エンディングテーマ           |
| 2022年   |                                                                              | |                                                                  |                                                                     |
| 2月25日  | TSUKIPRO THE ANIMATION2 BD・DVD第5巻特典CD                                   | SOARA | 「ひみつのトレジャー」                                           | テレビアニメ『TSUKIPRO THE ANIMATION2』エンディングテーマ           |

### その他参加作品
| 発売日        | 商品名                                                                        | 歌       | 楽曲                    | 備考 |
| ------------- | ----------------------------------------------------------------------------- | -------- | ----------------------- | ---- |
| 2015年1月14日 | #俺的ボカロ曲ロックカバー祭り Vol.3                                           | 沢城千春 | 「ダンシング☆サムライ」 |      |
| 2022年7月27日 | [Re:collection] HIT SONG cover series feat.voice actors 〜10's-20's EDITION〜 | 沢城千春 | 「あとひとつ」          |      |

### 演奏参加
- アウトブレイク・カンパニー キャラクターソング・ミニアルバム（2013年12月11日、ギター演奏）